# 怪盗シュガー
『怪盗シュガー』（かいとうシュガー）は、さいとう・たかをによる劇画。1972年から1974年まで『リイドコミック』に連載され、SPコミックスで全12巻の単行本が刊行された。

## 概要
主人公は、シュガーという通り名を持つ、世界中を舞台に窃盗を繰り返す泥棒。ただし自分のために盗むのではなく、依頼者から金銭を受け取って指定された品物を盗むことを生業としている。依頼の中には結果的に悪と対決する形になるものも存在する。この主人公の依頼の遂行の状況、および主人公を取り巻く人間模様などが描かれる。

## 登場人物
物語は、1エピソードごとに状況も場所も変化するため、主人公及び彼を追跡し逮捕しようとしている刑事以外のレギュラーはいない。
シュガー
狙ったものは美女から水爆まで必ず手に入れる怪盗と呼ばれている。本名、国籍などの素性は一切不明。基本的な外見は「30歳前後の東洋系の男性」で、依頼の過程あるいは仕事がオフの時に「サトウ」と名乗ることが多いため、依頼人の多くや追跡している刑事はシュガーを日本人あるいは日系人と認識しているが、正体は物語の最後まで判明しないままだった。
依頼を遂行するための様々な技能・道具・知識を有している。また、卓越した変装の名人であり、依頼の遂行に必要な場合、人種・年齢を問わず他人になりすますことが出来る。このため、物語に描かれた依頼は100％遂行に成功しているが、ギャンブルに目が無く、しかも徹底的に弱いため、報酬は賭け金に消えている。性格は陽気で女性好き。
ホークアイ
物語全編にわたってシュガーを追跡する刑事。白人の男性で、娘がいることを物語中で周囲に打ち明けている。基本的には堅物の性格で、シュガーからは「ソールト（塩）のダンナ」と呼ばれ、いつも仕事を遂行した後にシュガーに逃げられてほぞをかむという役回りだが、終盤の「偽シュガー事件」ではシュガーの協力によって偽者を逮捕するという手柄を立てている。

## コンピューターゲーム
ビック東海（現：TOKAIコミュニケーションズ）が制作したファミリーコンピュータ用のアクションゲーム。未発売。北米版でのタイトルは「Secret Ties」で、こちらも未発売。